# Dong Liqiang
Dong Liqiang (董礼强S, Dǒng LǐqiángP; 2 aprile 1965) è un allenatore di calcio ed ex calciatore cinese, di ruolo difensore.

## Palmarès

### Giocatore

#### Competizioni nazionali
- Campionato cinese: 5

Liaoning: 1988, 1990, 1991, 1992, 1993

#### Competizioni internazionali
- AFC Champions League: 1

Liaoning: 1990